# Tarnay Kristóf Ábel
Tarnay Kristóf Ábel (Szeged, 1997. –) magyar újságíró, publicista, kommunikációs szakember, a HVG munkatársa.

## Tanulmányai
Szegeden érettségizett a Tömörkény István Gimnáziumban, majd a Szegedi Tudományegyetem Bölcsészettudományi Karán szerzett diplomát a Kommunikáció- és Médiatudomány tanszéken, írott sajtó szakirányon.

## Pályafutása
Középiskolás korában két alkalommal elnyerte a DUE Médiahálózat diákmédia-díját saját működtetésű online híroldalával.
Dolgozott újságíróként a DailySzeged, a Szegedi Csípős és a Szegeder hiperlokális portáloknál, majd annak indulásától a Hódpress.hu főszerkesztője volt 2020. októberi távozásáig, később a Pénzcentrum portálnál, majd a KNK PR&Media cégnél, 2021. júliusa és októbere között pedig az Azonnalinál folytatta pályafutását. Jelenleg a HVG hetilap munkatársa.

## Publicisztikai tevékenysége
- Több alkalommal publikált a Népszava[11] és Magyar Nemzet[12] napilapokban, valamint szerepelt az ATV[13] és a Hír TV[14] hírháttér-műsoraiban.[15]
- Két korábbi blogja, amely afegyvertelen.blog.hu és a kopter.blog.hu címeken volt elérhető, rendszeresen megjelent az Index címlapján.[16][17][18]
- Cikkei jelenleg többnyire az Azonnali portálon[19] és a Medium platformon futó blogján[20] jelennek meg.

## Közéleti tevékenysége
Korábban civil aktivistaként részt vett a 2018-as Mi vagyunk a többség! tüntetések szegedi szimpátiatüntetéseinek, és több más szegedi tüntetés megszervezésében. Emellett megalapította a Szegedi Civil Háló helyi civil közösséget, valamint diákképviselőként évekig részt vett a Független Diákparlament (FDP) munkájában, illetve a 2018-as év eleji diáktüntetéseknek is egyik főszervezője volt. Emellett több fővárosi kormányellenes demonstráción is felszólalt.
Miután az FDP ADOM Diákmozgalom néven mozgalommá alakult, kommunikációs alelnökként vett részt a diákszervezet munkájában, egészen 2020. októberéig.